# География Айдахо
Геогра́фия Айда́хо — исследование и описание географии штата Айдахо.
Площадь штата составляет 83 570 квадратных миль (216 446 км²). По этому показателю Айдахо занимает 14-е место среди других штатов. Совокупная площадь водной поверхности составляет 823 квадратных миль (2 131 км²), то есть 0,98 %. Протяжённость штата с юга на север составляет 164 и 479 миль или 264 и 771 км в самой короткой и длинной части соответственно. Протяжённость штата с востока на запад составляет от 45 до 305 миль или от 72 до 491 км в самой узкой и широкой части соответственно.
На юге Айдахо по 42-й параллели С. Ш. граничит со штатами Юта и Невада. На севере по 49-й параллели С. Ш. штат граничит с канадской провинцией Британская Колумбия. На востоке, приблизительно по 111 меридиану З. Д. Айдахо граничит со штатом Вайоминг и западнее, вдоль хребта Биттеррут, — со штатом Монтана. На западе, приблизительно по 117 меридиану З. Д., штат граничит со штатами Орегон и Вашингтон. Таким образом, Айдахо граничит с шестью штатами и одной канадской провинцией.
Айдахо располагается на западе от континентального водораздела. Местность штата большей частью гористая. На северо-востоке штата проходят горные массивы Клируотер и, вдоль границы со штатом Монтана, Биттеррут, являющийся частью Скалистых гор. В центральной части штата располагаются горы Салмон-Ривер, Соутут и Уайт-Клауд, в северо-центральной — Лемхи и Лост-Ривер. На юге штата, огибая центральную часть, с запада на восток протягивается долина реки Снейк, в которой располагаются наиболее крупные города штата: Нампа, Колдуэлл, Айдахо-Фолс, Покателло и др., в том числе столица Айдахо Бойсе.
Судоходными реками Айдахо являются:
- Снейк[18]
- Кер-д’Ален[19]
- Сент-Джо[20]
- Сент-Мериз[21]
- Кутеней[22]

В качестве других крупных рек можно выделить: Кларк-Форк, Пенд-Орей, Клируотер, Салмон. Спокан, Бойсе и Пейетт.
Река Салмон впадает в реку Снейк в каньоне Хеллс-Каньон, являющимся глубочайшим на континентальной территории США. Айдахо не имеет прямого сообщения с Тихим океаном. Однако несмотря на то, что порт Льюистона, окружного центра округа Нез-Перс, находится в 465 морских милях (примерно 861 км) от Тихого океана, он является морским, что делает его наиболее удалённым в глубь континента морским портом на западном побережье. В Айдахо насчитывается более 2 000 озёр. Крупнейшим озером является Панд-Орей, площадью 180 квадратных миль (466 км²)
Высшей точкой Айдахо является гора Бора-Пик (3 859 м), находящаяся в долине реки Лост-Ривер. Низшая точка (216 м) находится в Льюистоне в месте слияния рек Клируотер и Снейк. В Айдахо имеются природные памятники — Лунные кратеры, Йеллоустон (частично) и другие.